# Kina
Narodna Republika Kina (pojednostavljeno kinesko pismo: 中国; tradicionalno kinesko pismo: 中國; pinyin: Zhōngguó), često zvana samo Kina je država u istočnoj Aziji. Poznata kao najmnogoljudnija zemlja svijeta, po veličini površine je četvrta na svijetu (iza Rusije, Kanade i SAD-a) i obuhvaća 9.596.960 km². Pruža se od Tihog oceana na istoku do planinskog lanca Pamira na zapadu (oko 5000 km) i od rijeke Amura (kineski Heilong Jiang) na sjeveru do otoka Hainana na jugu (oko 4000 km).

## Granice
Na sjeveru graniči s Rusijom (duljina granice 3645 km) i Mongolijom (4677 km), na sjeveroistoku s DNR Korejom (1416 km), na jugu s Vijetnamom (1281 km), Laosom (423 km), Nepalom (1236 km) i Indijom (3380 km), a na zapadu s Pakistanom (523 km), Afganistanom (76 km), Tadžikistanom (414 km), Kirgistanom (858 km) i Kazahstanom (1533 km). Na istoku Kina izlazi na rubna mora Tihog oceana: Žuto more sa zaljevom Bo Hai, Istočnokinesko i Južnokinesko more. Ukupna duljina kopnene granice Kine je 22.147 km.

## Prirodna obilježja

### Reljef
Kina se po građi i postanku sastoji od tri golema područja: stare sinijske mase na istoku, paleozojskih planina na sjeverozapadu i od mlađih nabranih planina na jugozapadu. Na planine otpada 33% (čak 26 % površine je više od 3000 m), na visoravni 26%, zavale i bazene 19%, nizine 12% i pobrđa 10% površine Kine.
Sinijska masa građena je od starih stijena, koje su se nabrale već u arhaiku, a paleozojske naslage koje leže na arhajskim nisu nabrane. Sjeverni dio sinijske mase razlomljen je rasjedima pa su neki dijelovi spušteni i pokriveni mladim naplavima.
Na reljef Kine velik je utjecaj imalo poniranje indijske litosferne ploče pod euroazijsku, što je dovelo do izdizanja Tibeta i nastanka mlađega nabranog gorja Himalaje. S prosječnom visinom od 4000 m Tibet je najviša visoravan na Zemlji. Zbog njegova izdizanja nastao je niz golemih stepenica kojima se teren spušta s jugozapada prema sjeveru i istoku. Između sinijske mase i sibirskoga prakopna Angare nabrao se u paleozoiku kontinentalni zapadni dio Kine s visokim gorskim masivima: Tien Shan (7439 m), Džungarski Alatau (4463 m) i Mongolski Altaj. Ta gorja, građena od kristaličnih i metamorfnih škriljevaca, bila su u tijeku duge geološke prošlosti poravnana i u tercijaru, odnosno na početku kvarara izdignuta. Tien Šan je u mlađem tercijaru bio izdignut i rasjedima izlomljen u više planinskih lanaca.
Tibet okružuju s juga Himalaja (Mt. Everest, 8850 m, najviši vrh na Zemlji), a sa sjevera gorje Kunlun (7723 m), na istoku je ograđen strmim gorjem Anyemaqen, Gongga, Hengduan i drugima, koja poprimaju meridionalni smjer pružanja. Između gorja Tien Shana na sjeveru i Kunluna na jugu nalazi se izolirana Tarimska zavala koja je nastala duž rasjeda u mlađem tercijaru i kvartaru. Pretežito je ispunjena naslagama šljunka, prapora i gline. Najveći dio Tarimske zavale je pješčana pustinja. Kroz sjeverni dio zavale protječe rijeka Tarim. Između istočnih ogranaka Tien Shana nalazi se depresija Turpam (–154 m), a sjeverno od Tien Shana Džungarska zavala. Najrasprostranenija zavala je Gobi, koja se prema istoku pruža do gorja Velikoga Hingana (2034 m). To je pretežito valoviti kraj s malim isponima, a južni je dio prava pustinja. Područje između gorja Qiliana na zapadu i Taihanga na istoku pokriveno je debelim naslagama prapora.
Tibetsko se visočje prema jugoistoku stepeničasto spušta preko ravnjaka Yunnan-Guizhou i Sichuanskoga bazena. U nizinskom području najveći su Istočnokineska nizina u Mandžuriji, Velika nizina u donjem toku Huang Hea te naplavna ravnica u srednjem i donjem toku Jangcea, koje su međusobno odvojene niskim gorjem. S najvećih planinskih dijelova, koji su pod vječnim snijegom, spuštaju se golemi ledenjaci.
Obala je uglavnom niska, a more uz obalu je plitko (200 m). Kini pripada 5400 otoka.

### Klima
Osim geografskog položaja i reljefa na klimu Kine veliki utjecaj imaju i monsuni. Od rujna do ožujka pušu hladni i suhi sjeverozapadni vjetrovi iz sjeverne i srednje Azije, a od ožujka do rujna vlažni jugoistočni vjetrovi s oceana koji donose kišu. Dolinama velikih rijeka prodire utjecaj oceana duboko u unutrašnjost kopna, sve do Mongolije. Zbog toga jugoistočni dio Kine ima suptropsku klimu (1600 do 2000 mm oborina), a sjeverni hladnu i suhu kontinentalnu klimu. U sjevernom dijelu Kine godišnja količina oborina ne prelazi 1000 mm. Suša je u sjevernom dijelu Kine vrlo česta. Znatnu količinu oborina dobiva ciklonalnim kišama istočni dio Kine. Najmanje oborina dobivaju zatvorena područja Tarimske zavale i Gobi, a najviše južni krajevi Tibeta, zbog ljetnog monsuna. U zapadnom kontinentalnom dijelu Kine zime su na viskoim planinama duge i vrlo hladne, a ljeta kratka i hladna, dok je u zavalama temperatura ljeti vrlo visoka, a zimi niska. Za izmjene monsuna tajfuni često pustoše jugoistočno primorje Kine.

### Vode
Golema riječna mreža Kine pripada porječju Jangcea (18,9%, treća rijeka po duljini na svijetu, 6300 km), Huang Hea – Žute rijeke (7,9%), Xi Jianga, Songhua, Jianga, Liaoa i Amura. Čak 35,7% površine Kine otpada na endoreična područja: u suhim, izoliranim zavalama kontinentalne Kine rijeke se ulijevaju u jezera, koja su bez otjecanja ili se gube u pijesku. U gornjem toku gotovo sve rijeke imaju velik pad, u donjem toku obiluju rastrošenim materijalom, koji se taloži u nizini, a osobito u delti Yangtzea. Zbog obilja nanosa, koji se jedan dio taloži i u koritu rijeke, riječna korita se povisuju, pa se rijeke često izlijevaju i tako nastaju velike poplave. Rijeka Huang He više je puta promijenila smjer donjeg toka i ušće.
U sjevernom dijelu Kine riječna je mreža dobro razvedena, ali se rijeke zimi zaleđuju. Glavna je rijeka južne Kine Xi Jiang, koja se razgranatom deltom ulijeva u Južnokinesko more. Južni se dio Tibeta preko Inda, Brahmaputre, Irrawaddyja i drugih rijeka odvodnjava u Indijski ocean. Plovne su uglavnom veće rijeke u južnom i srednjem dijelu Kine, osobito Yangtze i Huang He. Plovni kanali, od kojih je najpoznatiji Veliki kanal, dug oko 1800 km, služe i za natapanje. Mreža kanala za natapanje omogućuje natapanje od 49,8 milijuna ha poljoprivrednog područja. Kanali često nadomještaju ceste. Najviše jezera ima oko donjeg toka Yangtzea i po suhim zavalama u unutrašnjosti Kine.

### Biljni pokrov
Južna Kina pretežito je prekrivena vlažnim suptropskim vazdazelenim šumama, srednja bjelogoričnim, a sjeverna crnogoričnim šumama. Sečuanski se kraj odlikuje velikm brojem endemičnih vrsta, a Mandžurija endemičnim vrstama četinjača. U Mandžuriji su raširene livade i pašnjaci, a na krajnjem istoku i stepe. Flora visokoga planinskog pojasa ubraja se u vrstama najbogatije flore na svijetu. Šuma je jače razvijena na pristrancima koji su izloženi vlažnim vjetrovima. Na šumsko područje otpada oko 13,9% površine Kine. Najveći su šumski kompleksi u Mandžuriji i na planinama Sichuana. U Kini raste oko 3000 vrsta biljaka koje se koriste u medicinske svrhe. Suhe zavale u unutrašnjosti Kine i na sjeveru obrasle su travom i grmljem ili su polupustinje. Za vegetaciju, osobito za poljoprivredu, vrlo je značajno područje prapora oko središnjeg toka rijeke Huang He, koje je nastalo u pleistocensko ledeno doba eolskim nanosima prašine iz pustinjskih krajeva srednje Azije.

## Povijest Kine
Kina je zemlja s civilizacijom starom više od 2000 godina.

## Stanovništvo
Prema popisu stanovništva Kina je 1953. imala 590.194.715 stanovnika, a 2000. godine 1.265.830.000 stanovnika (bez Hong Konga i Makaa). Po broju stanovnika Kina je prva zemlja u svijetu. Prosječni godišnji porast broja stanovnika iznosi 1,07%. Prema podacima iz 2001. natalitet je 13,4‰, mortalitet 6,4‰, a smrtnost dojenčadi 39‰. Stanovništva u dobi do 14 g. ima 22,9%, od 15 do 64 g. 70,1%, a starijih od 64 g. 7%. Prema popisu iz 2010., Kina ima 1.339.724.852 stanovnika.
U poljoprivredi, šumarstvu i ribarstvu zaposleno je 45,2% radne snage, u rudarstvu, industriji i građevinarstvu 17,3%, a u uslužnim djelatnostima 37,5% st. Nepismeno je 6,7% stanovništva. Kina ima 204 sveučilišta i 1225 visokih škola. Čak 40 gradova ima više od 1 mil. st. Uz Peking (Beijing) najveći su gradovi: Šangaj, Shenzhen, Tianjin, Wuhan, Harbin, Šenjang (Shenyang), Dalian. U gradovima živi 36,1% stanovništva.
Gustoća prosječno iznosi 132,2 st/km2. Najrjeđe naseljen prostori su zapadni dio Tibeta s 1 st/km2, Unutrašnja Mongolija s 20 st/km2, i Xinjiang-Uygur s 11 st/km2. U području srednjeg i donjeg toka rijeka Jangce i Huang He gustoća je 200 do 600 st/km2. Delta Jangcea, okolica Guangzhoua i neki dijelovi pokrajine Sichuana imaju više od 1000 st/km2. Neravnomjerna se gustoća stanovništva pokušala riješiti već početkom 20. st., kada je 1910. oko 10.000.000 osoba preseljeno u Mandžuriju. Seobe su se ponavljale 1960-ih i 1970-ih naseljavanjem gotovo pustih sjevernih i zapadnih krajeva. Znatan se broj Kineza iselio u velegradove jugoistočne Azije, kao i u Ameriku i Australiju. Procjenjuje se da izvan Kine živi oko 50 milijuna Kineza, kojih je osim u Hong Kongu i na Tajvanu najviše u Singapuru, Maleziji, Indoneziji, Tajlandu, te u SAD-u, Australiji i Kanadi.
U Kini je 1979. godine uvedena politika jednog djeteta koja od početka studenog 2015. više nije na snazi.

### Jezik i religija
Službeni je jezik kineski. Službeno narječje je mandarinsko. Tradicionalna su kineska vjerovanja, koja su okupljala i najveći broj stanovnika: daoizam (taoizam), konfucijanizam i budizam. Ta su se tri filozofsko-religijska sustava kroz povijest međusobno prožimala. U Tibetu je raširen poseban oblik budizma, tibetski budizam. Prema procjeni iz 1997. oko 63,1% stanovnika jesu nereligiozni i ateisti, 20% taoisti i pripadnici kineskih tradicionalnih vjerovanja, 8,4% budisti, 5,6% kršćani, 1,5% muslimani i 1,1% ostali.

### Manjinski narodi
Osim Kineza, koji čine oko 91,9% stanovništva, u Kini živi 55 naroda na koje otpada 8,1% stanovnika. Najbrojniji su narodi: 
- iz tibetsko-burmanske skupine: Yi (7.310.000), Tibetanci (5.110.000), Bai (1.770.000), Tujia (6.350.000), Hani (1.400.000) i Lisu (640.000)
- iz tajske skupine Zhuang (17.230.000), Bouyeji (2.830.000), Dong (2.800.000), Li (1.240.000) i Dai (1.140.000)
- iz skupine Miao-Yao: Miao (8.230.000), Yao (2.370.000) i She (700.000)
- iz turkijske skupine: Ujguri (8.030.000) i Kazasi (1.240.000)
- iz mongolske skupine: Mongoli (5.350.000)
- iz mandžursko-tunguske skupine: Mandžurci (10.930.000)
- iz mon-kmerske skupine: Va (390.000).

Posebne skupine čine kineski muslimani Hui (9.570.000) i Korejci (2.140.000).

## Gospodarstvo
Od 1978. Kina provodi reforme radi preorijentacije na tržišno gospodarstvo. Tijekom 1978–2002. godišnje je uvećavala BDP po prosječnoj stopi od 8,5%. Godine 2001. imala je BDP od 5500 milijardi USD, tj. BDP po stanovniku je iznosio 4330 USD. Unatoč snažnoj industrijskoj preobrazbi Kina je ostala pretežito siromašna zemlja s velikim regionalnim razlikama. Najrazvijenije područje je u priobalnom pojasu koji privlači gotovo sva strana ulaganja. Kineske pokrajine znatno se razlikuju po vrijednosti ostvarenog BDP-a po stanovniku (500 USD po stanovniku u Gansuu i Guizhouu, 24.000 USD u Hong Kongu).
U gospodarskoj tranziciji znatno je promijenjena struktura BDP-a i zaposlenih. Potkraj 2002. prema udjelu BDP-u vodeća je industrija (48%), zatim usluge (32%) i poljoprivreda (20%). U gradovima je nezaposlenost 10%. Procjenjuje se da je u seoskom području nezaposlenost puno veća. Strana ulaganja u Kinu tijekom 1978-2002 iznosila su oko 400 milijardi USD (treća u svijetu po veličini stranih investicija). Prema prirodnim resursima Kina je jedna od najbogatijih zemalja. Posebno se izdvajaju izvori ugljena, željezne rude, nafte, zemnog plina, žive, kositra, mangana, aluminija, cinka, uz najveći hidropotencijal u svijetu.
Glavni poljodjelski proizvodi su: riža, pšenica, kukuruz, ječam, soja, krumpir, sezam, uljana repica, lan, konoplja, šećerna trska, duhan. Uzgajaju se goveda, svinje, ovce, bivoli, jakovi i perad, a značajnu ulogu ima i ribolov. Glavni industrijski proizvodi su: željezo, čelik, cement, brodovi, građevinski materijal, kemikalije, obuća, porculan, hrana, igračke, namještaj, papir.
Uglavnom se izvoze strojevi, elektrooprema, tekstil i konfekcija, oružje, obuća, igračke, računala, ugljen. Glavninu uvoza čine industrijski strojevi, vozila, nafta i derivati, plastika i roba široke potrošnje. Kina najviše trguje sa SAD-om, Japanom, Europskom unijom, Tajvanom, Rusijom, Singapurom, Malezijom i Republikom Korejom.
Novčana je jedinica juan (yuan renminbi, oznake Y i CNY; 1 juan = 10 jiaoa = 100 fena)
21. svibnja 2013. Kina je s Indijom sklopila prigodom sastanka dvaju premijera osam manje važnih sporazuma, na sastanku vrlo velike simbolične važnosti, a pretpostavlja se i kao začetkom velikog gospodarskog zamaha u svijetu.

## Zemljopis

### Teritorijalne vode i otoci
Dužina kineske morske obale, od ušća rijeka Jaluđianga u provinciji Liaoningu na sjeveru do ušća rijeke Bejlunga u Guansi-džuanskoj autonomnoj pokrajini na jugu zemlje iznose oko 18.000 kilometara. Obale se nalaze na ravnom kopnu. Većina se zaljeva na njima ne zamrzavaju. Obale Kine zapljuskuje Bohajsko, Žuto, Istočnokinesko, Južnokinesko more i zona na Pacifiku istočno od Tajvana. Među njima Bohajsko more je unutrašnje more Kine.
Zona na Pacifiku istočno od Tajvana obuhvaća arhipelag Sjandao jugozapadno od japanskog otočja Pjukju na sjeveru, do moreuza Baši na jugu ove morske zone. Kineske teritorijalne vode imaju ukupnu površinu od preko 380 000 kvadratnih kilometara.
U kineskim teritorijalnim vodama se nalaze više od 5 000 otoka u ukupnoj površini oko 80 tisuća kvadtranih kilometara čija primorska obala iznosi oko 140 000 kilometara. Najveći otok je Tajvan čija površina iznosi 36 tisuća kvadratnih kilometara. Iza njega je otok Hajnan s površinom od 34 tisuća kvadratnih kilometara.
Na istočnom obodu Kine, odnosno na moru sjeveroistočno od otoka Tajvana nalaze se otoci Diaojuj i Čivej. A na južnokineskom moru razbačeni su i arhipelazi Dongša, Siša, Džongša i Nanša.

### Politička podjela
Narodna Republika Kina je podijeljena na 22 pokrajine (省), vlada NR Kine smatra Tajvan (台湾) svojom 23 pokrajinom nad kojom nema kontrolu. Osim pokrajina Kina se dijeli i na 5 autonomnih regija (自治区) u kojima se nalaze manjine, te na 4 općine pod izravnom upravom vlade i na dvije posebne administrativne regije (特别行政区) koje uživaju poveću autonomiju.
22 provincije, autonomne regije i općine se obično nazivaju kontinentalnom Kinom, taj izraz isključuje Makao, Hong Kong i Tajvan.
Popis administrativnih tijela pod upravom NR Kine:
(pinyin, hrv. transkripcija /ranije uobičajen naziv/ (pinyin s tonovima, kineska pismena)
| Pokrajine - Anhui Anhuej (Ānhuī, 安徽) - Fujian Fuđjen (Fújiàn, 福建) - Gansu Gansu (Gānsù, 甘肃) - Guangdong Guangdung (Guǎngdōng, 广东) - Guizhou Guejdžou (Guìzhōu, 贵州) - Hainan Hajnan (Hǎinán, 海南), otok, “S južne strane mora” - Hebei Hebej (Héběi, 河北), “Sjeverno od rijeke” - Heilongjiang Hejlungđjang (Hēilóngjiāng, 黑龙江), “Rijeka crnog zmaja” - Henan Henan (Hénán, 河南), “Južno od rijeke” - Hubei Hubej (Húběi, 湖北), “Sjeverno od jezera” - Hunan Hunan (Húnán, 湖南), “Južno od jezera” - Jiangsu Đjangsu (Jiāngsū, 江苏) - Jiangxi Đjansji (Jiāngxī, 江西), “Zapadno od rijeke” - Jilin Jilin /Kirin/ (Jílín, 吉林) - Liaoning Ljaoning (Liáoníng, 辽宁) - Qinghai Ćinghaj (Qīnghǎi, 青海), “Modro/Tamnozeleno more (jezero)”, Kokonur - Shaanxi Šaansji (Shǎnxī, 陕西) > dva “a” radi razlikovanja od Shanxi - Shandong Šandung (Shāndōng, 山东), “Istočno od planine” - Shanxi Šansji (Shānxī, 山西), “Zapadno od planine” - Sichuan Sičuan /Sečuan/ (Sìchuān, 四川), “Četiri rijeke” - Yunnan Junnan (Yúnnán, 云南), ili “Južno od oblaka” - Zhejiang Džeđjang (Zhèjiāng, 浙江) | Autonomna područja - Guangxi-Zhuang Guangsji-Džuang (Guǎngxī Zhuàng Zìzhìqū, 广西壮族自治区), za manjinu Džuang - Nei Menggu Unutarnja Mongolija (Nèi Měnggǔ Zìzhìqū, 内蒙古自治区), za mongolsku manjinu - Ningxia-Hui Ningsja-Huej (Níngxià Huízú Zìzhìqū, 宁夏回族自治区), za manjinu Hui - Xinjiang Weiwuerzu Sjinđjang-Ujgur (Xīnjiāng Wéiwú'ěrzú Zìzhìqū, 新疆维吾尔自治区), Kineski Turkestan, za ujgursku manjinu - Xizang Tibet (Xīzàng Zìzhìqū, 西藏自治区) “Zapadna riznica” Gradovi u rangu pokrajina - Beijing Peking (Běijīng, 北京), “Sjeverna prijestolnica” - Chongqing Čungćing (Chóngqìng, 重庆) - Shanghai Šanghaj /Šangaj/ (Shànghǎi, 上海), “Na moru” - Tianjin Tjenđin /Tjencin/ (Tiānjīn, 天津) Posebne administrativne regije - Hong Kong (Xiānggǎng, 香港), “Mirisna luka” - Aomen Makao (Àomén, 澳门) (portugalski: Macau) |

### Regije
Kina se obično dijeli na Mandžuriju, Sjevernu, Južnu i Vanjsku Kinu.

#### Mandžurija
Uska obalna ravnica povezuje sjevernu Kinu i Mandžuriju. Središnja nizina, okružena visoravnima, jezgra je gospodarskog života. Klima je oštra, a travnatom ravnicom zimi pušu ledeni vjetrovi iz unutrašnjosti Azije, noseći velike količine prašine. Stepska crnica bogata je humusom pa je razvijena agrarna proizvodnja. Mandžurija je bogata i rudama zbog kojih su se u prošlosti sukobljavali Rusija, Kina i Japan. Zahvaljujući ovom bogatstvu u Mandžuriji se razvila metalurgija, tekstilna, prehrambena i kemijska industrija. Najveće središte je Shenyang (3,6 mil.) te Harbin (2,44 mil.).

#### Sjeverna Kina
U Sjevernoj Kini izdvaja se Sjeverokineska nizina s poluotokom Shandongom i Zapadnom visoravni. Nizina je vodeće poljoprivredno područje Kine zahvaljujući naslagama prapora. Po njoj su rasuta brojna sela u kojima živi većina stanovništva. U ovoj regiji se nalaze i velike zalihe fosilnih goriva pa je tu nastala jedna od vodećih industrijskih regija Kine s razvijenom kemijskom, metalurškom i elektrotehničkom industrijom. U njoj se nalazi i glavni grad Peking (5,77 mil) koji je intelektualno žarište zemlje te središte obrta i industrije, te Tianjin (4,57 mil) veliko industrijsko središte.
Poluotok Shandong je brdovito područje južno od ušća Huang Hea poznato po intenzivnoj poljoprivredi, ali i rudnom bogatstvu. Ovdje se razvila velika industrijska regija. Najveći gradovi su Jinan (1,48 mil.) i Qingdao (1,46 mil.) koji je nastao iz male luke na obali.
Zapadna visoravan je ploča prekrivena debelim naslagama prapora kroz koju vijuga Huang He. Ona je plodno poljoprivredno područje, premda su neki dijelovi suhi. Najvažniji gradovi su: Xi'an (1,98 mil) i Lanzhou (1,2 mil.).

#### Južna Kina
U Južnoj Kini nema prapora, ali je klima povoljnija i redovito se dobivaju dvije žetve. Osim nizine Jangcea i Xi Jianga, prostor je brdovit s brojnim rječnim dolinama i kotlinama. Južna se Kina dijeli na područje Yangtzea i područje Xi Jianga te jugozapadnu visoravan.
Yangtze najprije protječe kroz gusto naseljenu Crvenu zavalu u Sichuanu. Pogodna klima i tlo omogućuju raznovrsnu proizvodnju. Eksploatira se i rudno bogatstvo na temelju kojega je razvijena raznovrsna industrija. Najveći gradovi su Chengdu (1,71 mil.) i Chongqing (2,27 mil.).
Nizina Yangtzea je izuzetno plodna i brižno obrađena. Najviše se uzgaja riža, ali i ostale kulture kao pšenica, pamuk i duhan. Gustoća stanovništva je velika, ovdje je smještena i većina kineske industrije, a razvijeni su mnogi veliki gradovi: Wuhan (3,28 mil.), Hangzho (1,1 mil.), Nanking (2,09 mil.) i Šangaj (7,6 mil.).
Delta Xi Jianga je također gusto naseljena, a tropska klima omogućuje uspješnu poljoprivrednu proizvodnju. Ovdje je smještena najvažnija industrijska regija. Najvažniji gradovi su Hong Kong (6,6 mil.) i Guangzhou (Kanton) (4,05 mil.). Sjeverno od ovog područja je provincija Fujian, glasovita po kulturi čaja, a njezino vodeće središte je luka Fuzhou.
Jugozapadni dio zemlje je brežuljkasta visoravan koja obuhvaća provinciju Yunnan. Njezino glavno bogatstvo su rude, pokrenut je industrijski razvoj. Najveće gradsko središte je Kunming.

#### Vanjska Kina
U ovim provincijama je malo Kineza, a najveće su manjine Tibetanci i Ujguri. Autonomna pokrajina Tibet najvažniji je dio vanjske Kine. Tibetanci su srodni starosjediocima južne Kine. Stanovništvo se pretežno bavi zemljoradnjom i stočarstvom. Najveći grad Tibeta je Lhasa u dolini Brahmaputre, koja je središte jedne vrste budizma.
Xinjiang je zapadna pokrajina Vanjske Kine, smještena sjeverno od Tibeta, a obuhvaća Džunguriju i Tarimsku zavalu. Glavna gospodarska djelatnost je nomadsko stočarenje i ratarstvo. Ovaj kraj posjeduje i prirodna bogatstva među kojima se ističu nalazišta zlata i fosilnih goriva. Najveće gradsko naselje je Urumqi (1,05 mil.) s razvijenom petrokemijskom industrijom i proizvodnjom sagova.

## Vanjske poveznice
- Kina Hrvatska enciklopedija
- Konfucijev institut Sveučilišta u Zagrebu
- China Radio International, stranice Kineskog međunarodnog radija na hrvatskom jeziku

Sestrinski projekti
|  | Zajednički poslužitelj ima stranicu o temi Kina    |
|  | Zajednički poslužitelj ima još gradiva o temi Kina |
|  | Wječnik ima rječničku natuknicu Kina               |